# Flavius Rufius Praetextatus Postumianus
Flavius Rufius Praetextatus Postumianus (fl. 448) était un homme politique de l'Empire Romain.

## Vie
Fils de Flavius Avitus Marinianus et de sa femme Anastasia et possiblemente frère de Rufius Viventius Gallus.
Il était consul en 448 pour l'est et l'ouest.
Sa carrière nous est connue grâce à une inscription (CIL VI, 01761) retrouvée à Rome : « Rufius Prætextatus Postumianus, clarissime, fils du magnifique Marinianus, préfet du prétoire et consul ordinaire, — questeur candidat, préteur urbain, tribun et notaire prétorien, préfet de la Ville deux fois, consul ordinaire, honneurs et grands et tels mérités en la première fleur de son âge ».